# Ours blanc (Pompon)
Pour l’article homonyme, voir Ours blanc.
L'Ours blanc est une statue animalière du sculpteur français François Pompon (1855–1933). L'artiste opte pour la simplification des formes dans ses sculptures à partir de 1905. Il lisse les surfaces sensibles et débarrasse ses représentations animales de toutes fioritures (qu'il appelait falbalas). Un modèle de l'Ours blanc apparu au Salon d'Automne de 1922 tranche par son modernisme sur la sculpture héritée du XIXe siècle.
La sculpture a été réalisée en plusieurs formats et matériaux (plâtre, pierre, bronze, résine). L'exemplaire le plus connu se trouve au musée d'Orsay à Paris depuis 1986,.

## Versions et reproductions
Les premières versions de l'Ours sont des esquisses conservées au musée François-Pompon de Saulieu. Elles sont datées des années 1920, mais restent de petites dimensions par rapport à l'œuvre qui sera présentée au Salon d'Automne. Sa renommée naît avec l'exposition au Salon d'un Ours blanc de grandes dimensions,.

### Nord et Belgique
Au musée des Beaux-Arts de Valenciennes est conservé le plâtre exposé à Paris au Salon d'automne de 1922,. Une autre version de 1922 en pierre de Vilhonneur de l'Ours blanc est exposée au musée de Sculpture en plein air de Middelheim à Anvers. Douze répliques en marbre, de mêmes dimensions que l'œuvre du Salon, ont été sculptées, dont trois par un praticien de François Pompon.
Une réduction en marbre a été exposée au Salon d'automne en 1923. Le musée de La Piscine de Roubaix possède une réduction en plâtre déposée par le musée de Saint-Omer, dont un autre exemplaire est au musée de Besançon et un troisième au musée de Lyon, et a acquis en 2009 une Tête d'ours blanc de 1930 reproduisant celle en bronze qui ornait la porte de l'atelier de l'artiste.
Dès 1924, l'Ours blanc  de Pompon est édité par la manufacture de Sèvre. Un exemplaire est présent au musée de Cambrai.

### Paris
Au musée de l'Homme, dans le vestibule de l'auditorium, est exposée une reproduction du « plâtre original » de l'ours blanc conservé à Valenciennes, « retravaillé en 1927–1928 » par François Pompon et le Muséum national d'histoire naturelle possède une statuette en plâtre, dont la notice précise qu'un marbre grandeur nature y serait également conservé.
Au musée d'Orsay se trouvent la sculpture de l'ours blanc en pierre de Lens commandée 25 000 F par l'État en 1927, pour le musée du Luxembourg, exécutée par le praticien Jean-Joachim Supéry sous la supervision de Pompon et livrée le 16 février 1929, ainsi que deux statuettes, une en plâtre de 1920, comptant parmi les deux ébauches connues de l'ours blanc exposé en 1922 et une en bronze de 1927, comptant parmi les exemplaires réalisés par le fondeur Claude Valsuani.
Vers 1920, la manufacture de Sèvres a également édité des biscuits et porcelaines de l'ours blanc de Pompon. En 1925, son ami Jacques-Émile Ruhlmann l'utilisa dans deux de ses intérieurs à l'Exposition internationale des arts décoratifs, une petite version dans le salon de son propre pavillon et une version grand format dans le pavillon de la Société des Artistes.

### Côte-d'Or
Au musée des Beaux-Arts de Dijon se trouve une petite version de l'ours blanc en marbre, dont un autre exemplaire de 1923 environ est au Metropolitan Museum of Art de New York, et à l'entrée du jardin Darcy, on peut voir une reproduction de l'original, datant de 1937, due au sculpteur Henry Martinet, un ami de François Pompon, la ville de Dijon ayant voulu rendre hommage au sculpteur côte-d'orien,.
À Saulieu, ville natale du sculpteur, une copie en résine est installée en face du restaurant Le Relais Bernard Loiseau. Le musée François Pompon conserve aussi un exemplaire en bronze de la Tête d'ours blanc, de 1930.

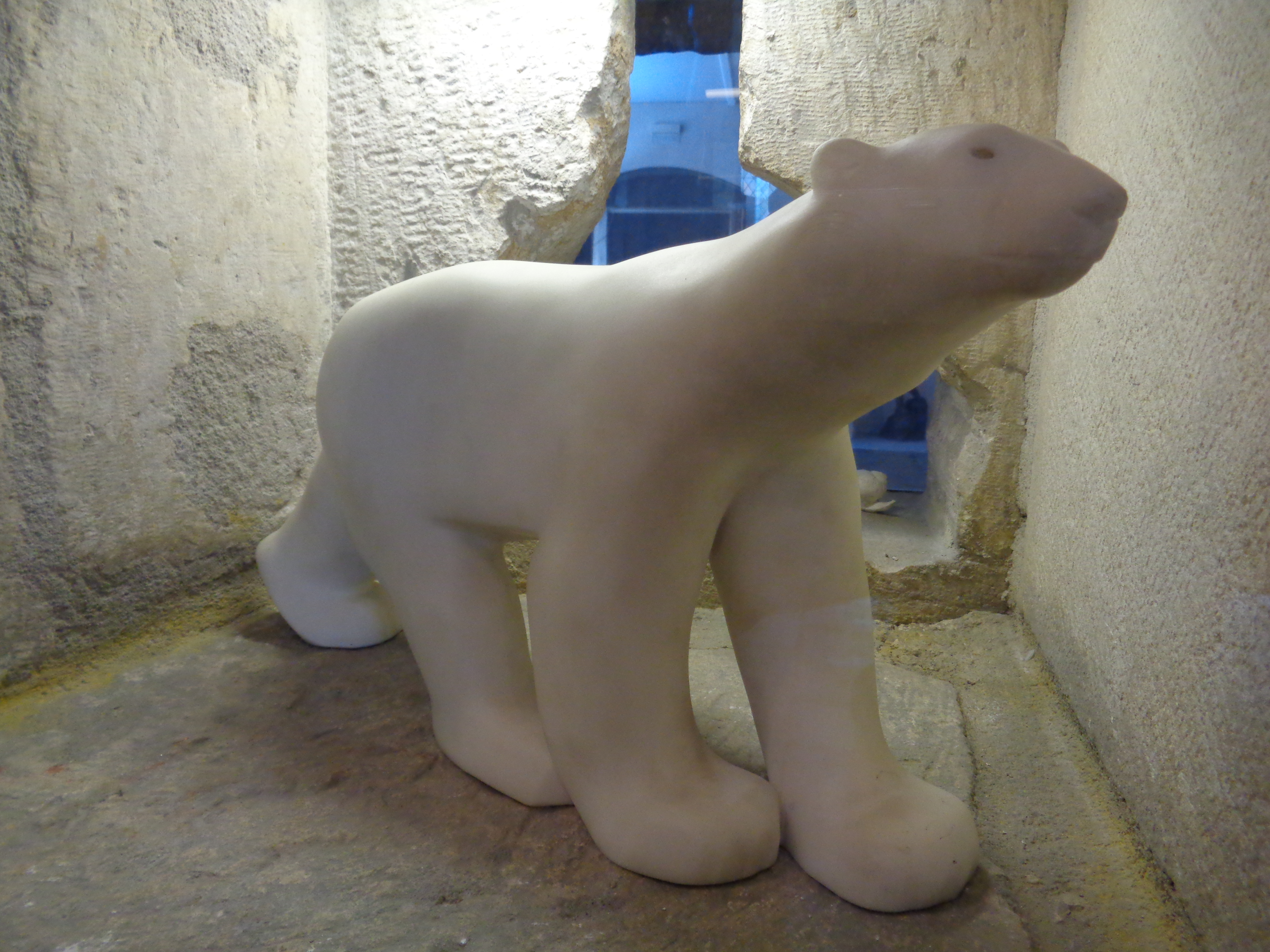
Version de petite taille de l'Ours blanc au musée des beaux-arts de Dijon.
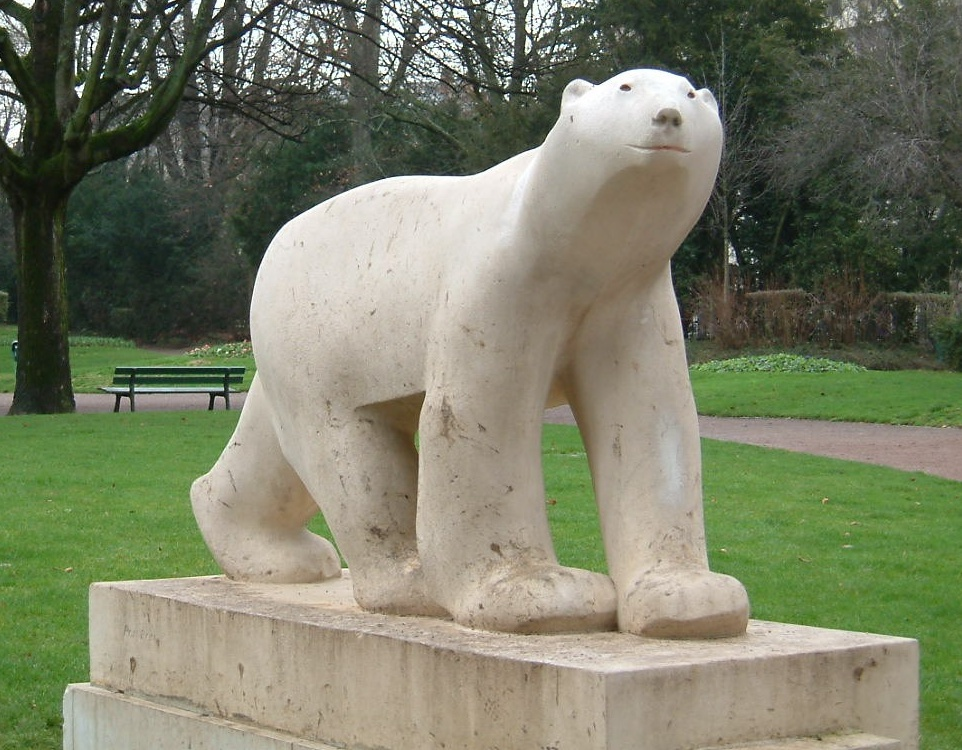
Reproduction de l'Ours blanc au jardin Darcy à Dijon.
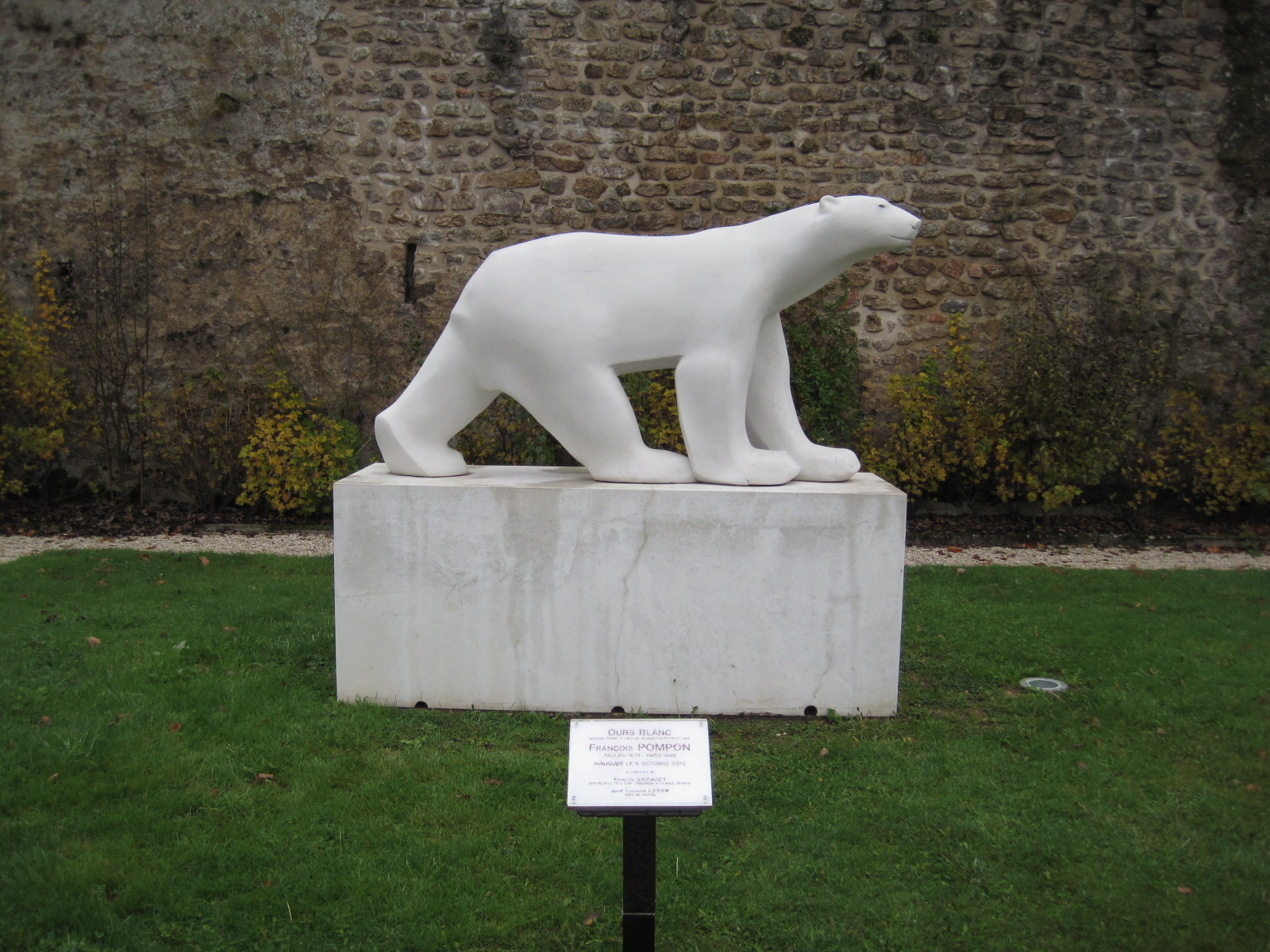
Copie en résine à Saulieu.

## Marché de l'art
Sur le marché de l'art, entre 1985 et 2021, au moins 228 sculptures de l'Ours blanc ont été proposées aux enchères, posant le problème de leur authenticité. 